# II Premis Simón
La 2a edició dels Premis Simón va tenir lloc en 2013. Els premis van ser lliurats per l'Acadèmia del Cinema Aragonès (ACA) durant una cerimònia que va tenir lloc el 14 de maig de 2013 al Teatro Principal de Saragossa i que va ser presentada pel cantant i actor David Sancho. Els premis competitius atorgats en sis categories reconeixien la labor realitzada per diferents professionals durant l'any 2012. Respecte a l'edició anterior es va substituir el premi a la millor fotografia per un nou premi al millor guió i es va instituir una nova categoria especial per a premiar a sectors diversos no inclosos en les altres categories.
Als premis competitius es van presentar un total de cinquanta-tres produccions, i els finalistes i guanyadors van ser elegits després de dues votacions en les quals van estar convidades a participar 298 persones entre socis de la ACA i altres persones vinculades al sector audiovisual d'Aragó. Les pel·lícules i videoclips van ser exhibits a la Filmoteca de Saragossa. El premi d'honor va ser concedit al cineasta Carlos Saura.

## Premiats
| Categoria            | Premiat                               | Labor premiada                | Finalistes                                                                                                   |
| -------------------- | ------------------------------------- | ----------------------------- | --- |
| Simón d'honor        | Carlos Saura                          | Trajectòria                   | |
| Millor llargmetratge | Qué pelo más guay de Borja Echeverría | Película                      | ¿Estás ahí? El espiritismo ante la ciencia Balada del norte Detrás del tiempo La vida inesperada             |
| Millor interpretació | Nacho Rubio                           | El vagabundo                  | Alba Roda Gloria Muñoz Jaime García Machín María José Moreno Saúl Blasco                                     |
| Millor curtmetratge  | Walkie Talkie de Rubén Pérez Barrena  | Película                      | Ahora, no Chan chan Contigo Mi papá es director de cine Reveal                                               |
| Millor videoclip     | PartyMex de José Ángel Delgado        | Videoclip de Niños del Brasil | El alma atada Happiness No cambiaré Romantik Suben los colores                                               |
| Millor guió          | Germán Roda                           | Mi papá es director de cine   | Elia Ballesteros Gaizka Urresti Ignacio Estaregui Iván Ayala, Ángela Bergua y Devid Ríos Rubén Pérez Barrena |
| Categoria especial   | Arantxa Ezquerro                      | Vestuari d' Ahora, no         | Sergio Jiménez Lacima Jorge Aparicio García Raúl Navarro Atades Álex Rodrigo                                 |